# Paulus Paulirinus de Praga

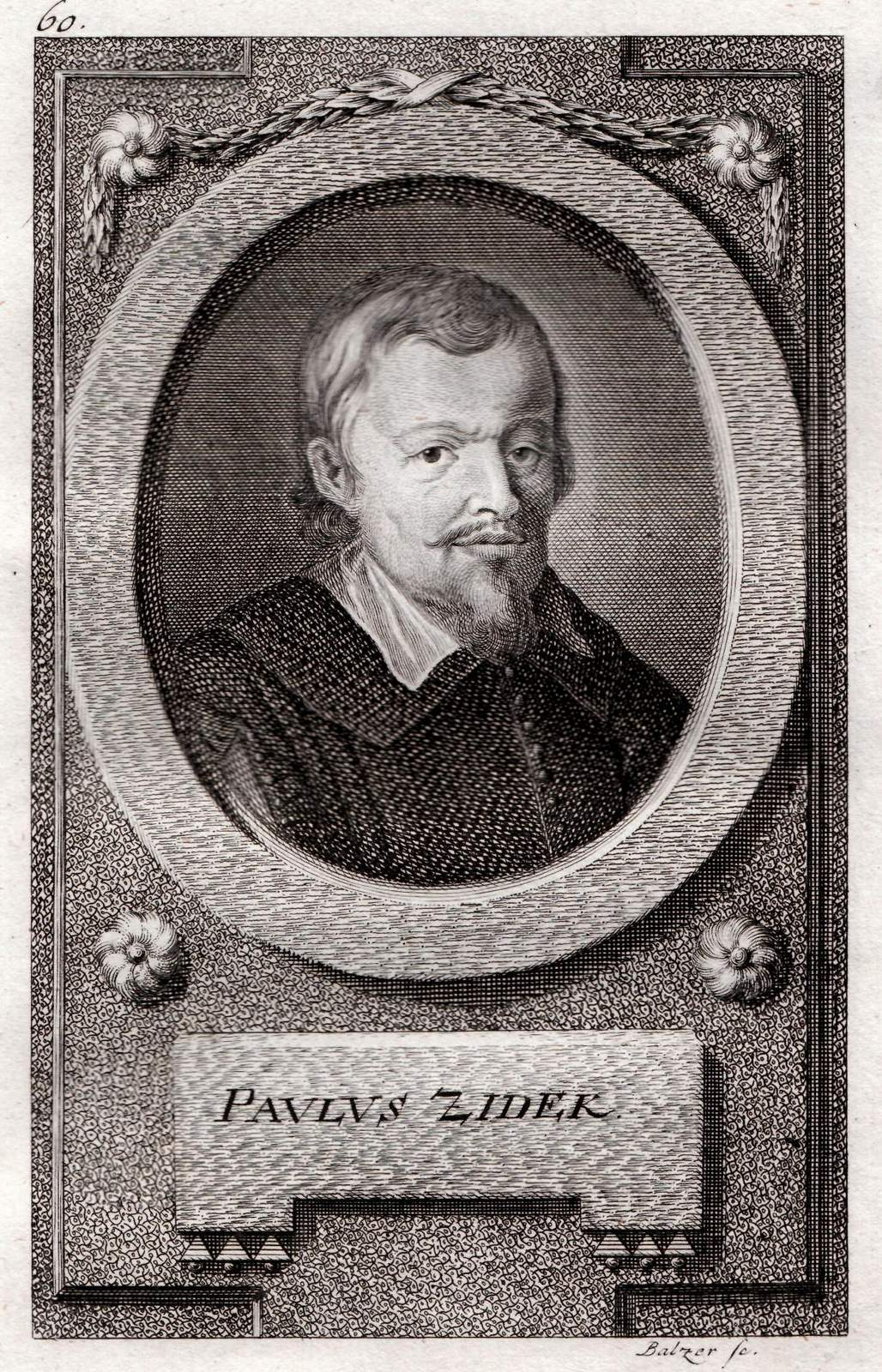
Pavel Žídek
Kupferstich von Johann Balzer (1772)

Paulus Paulirinus [Pavel Žídek] de Praga (* 1413 in Prag; † nach 1471) war ein böhmischer Universalgelehrter.
Als Kind jüdischer Eltern studierte er Philosophie an der Universität Wien sowie Medizin an der Universität Padua, evtl. auch Bologna. Er konvertierte zum Katholizismus und wurde zum Priester geweiht. 1443 wurde er Professor an der Universität Prag, später an der Universität Krakau.
Zwischen 1459 und 1463 verfasste er eine große wissenschaftliche Enzyklopädie in zwei Teilen: Encyclopedia Scientarum oder Liber XX Artium sowie Opus Magicum. Der traditionellen Anschauung zufolge war sie durch den Teufel selbst geschrieben und wurde deshalb für drei Jahrhunderte unter einer Marmorplatte verborgen. Erst im späten 18. Jahrhundert war dieser Aberglaube überwunden, wonach erst der Inhalt dieses kolossalen Werkes studiert wurde. Die einzige bekannte Kopie des Manuskripts befindet sich in der Bibliothek Jagiellońska in Krakau und besteht aus 359 Seiten, die jedoch nur 15 der ursprünglichen 20 Artikel abdecken. Zehn davon befassen sich mit musica instrumentalis. Die Beschreibung verschiedener Instrumente, u. a. monochord, clavichord, harpsichord (Cembalo), ist noch vollständig.